# Werner Pochath
Werner Pochlatko, connu sous le nom de scène Werner Pochath, né le 29 septembre 1939 à  Vienne et mort le 18 avril 1993 à Kempfenhausen, est un acteur autrichien.

## Biographie
L'ancien professeur de patinage artistique apprend le théâtre au célèbre Séminaire Max Reinhardt de Vienne. Il monte alors sur les planches à Karlsruhe (1959-1961), à Berlin (Schillertheater), Bâle, Vienne (Theater in der Josefstadt), Stuttgart et Munich (Kammerspiele). 
Après quelques rôles dans des productions de langue allemande, il se met à tourner surtout en Italie, à partir de 1968, il s’installe à Rome. Il joue aux côtés de nombreux acteurs de renommée internationale telles que Tomás Milián (Far West Story), James Coburn et Charles Aznavour (Intervention Delta), Tony Curtis (Treize femmes pour Casanova), Richard Burton (dans La Percée d'Avranches), David Bowie et Marlene Dietrich (C'est mon gigolo), Richard Chamberlain (Wallenberg: A Hero's Story sur le diplomate suédois du même nom).
Werner Pochath joue régulièrement dans des séries télévisées allemandes telles Der Kommissar, Le Renard et Derrick . 
Il est célèbre en France dans les années 1970 grâce à la série Deux ans de vacances.
En 1976, il joue dans Mosquito der Schänder de Marijan Vajda, d'après l'affaire Kuno Hoffman (le vampire de Nuremberg).
Dans les années 1980, il joue principalement dans des séries B du genre action, puis à partir de 1990, il dirige une agence de cinéma et un bureau de casting. Il joue son dernier rôle dans un épisode de la série policière Peter Strohm avec Klaus Löwitsch dans le rôle principal. Pendant le tournage, l'état de santé de l'acteur atteint du sida s'est visiblement détérioré.

## Filmographie partielle

### Cinéma
- 1968 : Avec Django, la mort est là d'Antonio Margheriti
- 1969 : Vénus en fourrure (Le malizie di Venere) de Massimo Dallamano
- 1969 : Secteur interdit (en) (Die Engel von St. Pauli) de Jürgen Roland
- 1971 : Haie an Bord (de) d'Arthur Maria Rabenalt
- 1971 : Le Chat à neuf queues (Il gatto a nove code) de Dario Argento
- 1971 : L'Iguane à la langue de feu de Riccardo Freda
- 1972 : Far West Story de Sergio Corbucci
- 1976 : Rosemaries Tochter de Rolf Thiele
- 1976 : Mosquito der Schänder de Marijan Vajda
- 1976 : Intervention Delta de Douglas Hickox
- 1977 : Treize femmes pour Casanova (Casanova & Co.) de Fritz Antel
- 1977 : Double Plaisir (Kleinhoff Hotel) de Carlo Lizzani
- 1977 : Poliziotto senza paura de Stelvio Massi
- 1978 : C'est mon gigolo (Schöner Gigolo, armer Gigolo) de David Hemmings
- 1978 : Pied plat en Afrique de Stefano Vanzina
- 1979 : La Percée d'Avranches (Steiner - Das eiserne Kreuz), d'Andrew V. McLaglen
- 1979 : Les Filles du wagon-lit de Ferdinando Baldi
- 1979 : Les Chasseurs de monstres d'Enzo G. Castellari
- 1980 : Chasseur de l'enfer (Sexo caníbal) de Jesús Franco
- 1984 : Rage (Rage: Fuoco incrociato) de Tonino Ricci
- 1985 : Cinq Salopards en Amazonie d'Umberto Lenzi
- 1986 : Target d'Arthur Penn
- 1987 : Tempi di guerra d'Umberto Lenzi
- 1987 : Blood Commando de Tonino Valerii
- 1987 : Striker, film d'Enzo G. Castellari
- 1989 : Nato per combattere de Bruno Mattei
- 1989 : Laser Mission de BJ Davis

### Télévision
- 1988 : Les Orages de la Guerre (War and Remembrance) (télévision) de Dan Curtis
- 1993 : Inspecteur Derrick
- 1969-1975 : Der Komissar
- 1972 : Deux ans de vacances
- 1974 : Le Retour de Croc-Blanc de Lucio Fulci
- 1977-1984 : Le Renard
- 1979 : La Lumière des justes